# Бачман
Бачман — половец из племени олбурлик (ольбери). Вёл боевые действия против монголо-татар после захвата Бату большей части восточной Половецкой степи (Западный поход монголов). Восстание закончилось неудачно для Бачмана, он был захвачен в плен монголами и казнён.
Некоторые исследователи, опираясь на неясную датировку этих событий в Джами ат-таварих Рашид ад-Дина, относят военные действия монголов против Бачмана к 1237 году, ко времени до вторжения монгольской армии на Русь. Но персидский историк Джувейни помещает рассказ о Бачмане отдельно от повествований о покорении Волжской Булгарии и Руси, поэтому вероятнее отнести выступление Бачмана к 1238—1239 годам, когда происходило подавление монголо-татарами восстаний мордвы и кипчаков.
Против Бачмана были направлены лучшие монгольские силы — тумены Субэдэя и Мункэ. Согласно Джувейни, монголы настигли Бачмана на одном из волжских островов, устроив облаву силами в 200 судов, на каждом из которых было по сто воинов монгольских сил. Половецкое войско было уничтожено, а Бачман схвачен и приведён к Мункэ, которого, согласно летописям, стал просить убить его собственноручно. Мункэ не стал этого делать, а его родной брат Бучек казнил пленника, разрубив его на две части.
Имя Бачмана упоминается в нескольких ногайских легендах.
Р. Г. Кузеев считал, что Бачман имеет прямое отношение к бушман-кыпсакам у башкир. Вопрос о происхождении рода бушман у башкир, по мнению Р. Г. Кузеева решается благодаря рассказу Ад-Джувайни и Рашид ад-Дина о борьбе кыпчаков с монголами в период усмирения последними все еще сопротивляющегося населения захваченных половецких земель. Наиболее ожесточенным «на берегу Итиля» было сопротивление «Бачмана, одного из тамошних эмиров, из народа кыпчаков, из племени олбурлик», который собрал вокруг себя «скопище других беглецов». Пойманный Бачман был жестоко казнен Менгу-кааном. Соплеменники Бачмана были истреблены или покорены завоевателями. Часть людей из окружения Бачмана бежала на север по Волге и к концу первой половины XIII в. присоединилась к башкирам.